# Ichneumon moelleri
Ichneumon moelleri là một loài tò vò trong họ Ichneumonidae.